# 일보지요
일보지요(一步之遥, Gone with the Bullets)는 중국에서 제작된 강문 감독의 2014년 액션, 모험, 코미디 영화이다. 서기 등이 주연으로 출연하였다.

## 출연

### 주연
- 서기
- 강문
- 갈우
- 공리
- 주운